# Morrie Dixon
Maurice James Dixon (* 6. Februar 1929 in Christchurch, Neuseeland; † 29. Juli 2004 in Christchurch) war ein neuseeländischer Rugby-Union-Spieler auf der Position des Außendreiviertels. 

## Biografie
Er debütierte 1948 mit 19 Jahren bei der Provinzauswahl der Canterbury RFU. Sein nächster Einsatz für Canterbury folgte erst wieder 1951. Zwei Jahre später gelang ihm der Durchbruch, als er mit seiner Provinz 1953 den Ranfurly Shield gegen die Wellington RFU gewann. Canterbury konnte den Shield danach bis 1956 23-mal erfolgreich verteidigen. Aufgrund seiner Leistungen spielte er im selben Jahr außerdem zum ersten Mal für die Auswahl der Südinsel (insgesamt dreimal). Am Ende des Jahres wurde er in den Kader der neuseeländischen Nationalmannschaft (All Blacks) für ihre 1953 und 1954 stattfindende Tour in Europa berufen. Auf dieser Tour spielte er in vier der fünf Länderspiele gegen England, Frankreich, Irland und Schottland. Sein Länderspieldebüt gab Dixon am 9. Januar 1954 bei dem 14:3-Sieg gegen Irland.
1955 verpasste er eine Nominierung für die Nationalmannschaft. Sein größter Triumph im Rugby folgte ein Jahr später, als er mit den All Blacks die Länderspielserie gegen die in Neuseeland tourende südafrikanische Nationalmannschaft (Springboks) für sich entscheiden konnte. Es war die erste Niederlage der Springboks in einer Länderspielserie überhaupt. Die Neuseeländer gewannen drei der vier Länderspiele und verloren eines. Dixon spielte in allen vier Länderspielen und erzielte im dritten einen Versuch. Außerdem gelang ihm auch mit Canterbury ein Sieg über die tourenden Südafrikaner.
1957 tourte er mit den All Blacks in Australien, wo sie alle 13 Spiele gewannen. Dixon spielte in den beiden Länderspielen gegen die australische Nationalmannschaft. Da die Neuseeländer die zwei Spiele gewannen, konnten sie erfolgreich den Bledisloe Cup verteidigen. Im Jahr darauf beendete er seine aktive Karriere im Rugbysport. 